# Auguste-Louis-Armand Loiseleur-Deslongchamps
Pour les articles homonymes, voir Deslongchamps.
Auguste-Louis-Armand Loiseleur-Deslongchamps, né à Paris le 14 août 1805 et mort à Paris le 10 janvier 1840, est un indianiste français.
Il est le deuxième fils du botaniste Jean-Louis-Auguste Loiseleur-Deslongchamps. Il suit des cours de hindoustani sous la direction d'Antoine-Isaac Silvestre de Sacy et devient en 1832 employé au département des manuscrits de la Bibliothèque royale. A son décès, il y est remplacé par Salomon Munk.
Il est connu surtout pour avoir traduit pour la première fois en français le Manavadharmashastra ou Lois de Manou. On lui doit également une édition de la traduction par Antoine Galland des Mille et Une Nuits.

## Publications
- Yadjnadattabadha ou La Mort d’Yadjnadatta. Épisode du Ra-ma-yana, publié en sanskrit, d’après le texte donné par Antoine-Léonard Chézy, avec un épisode du Raghouvansa de Ka-lida-sa sur le même sujet, et un choix de sentences de Bhartṛhari, Paris, 1 vol. in-8°, 32 p, 1829.
- Manava – Dharma – Sastra, Lois de Manu comprenant les institutions religieuses et civiles des Indiens, traduites du sanscrit et accompagnées de notes explicatives publiées en sanskrit avec des notes contenant un choix de variantes et de scholies. Publié sous les auspices de la Société asiatique, Paris, 1 vol. in-8°, 576 p, 1830.
- Lois de Manou, comprenant les institutions religieuses et civiles des Indiens ; traduites du sanskrit et accompagnées de notes explicatives, Paris, 1 vol. in-8°, VIII + 482 p, 1833. Réédition : Éditions d'Aujourd'hui, Paris, 1976.
- idem in Les livres Sacrés de l’Orient traduits ou revus et publiés par G. Pauthier. Paris, Firmin-Didot, 1 vol. in-4°, p. 331 à 460, 1841.
- idem Paris, Garnier frères, grand in-18°, 460 p, s.d. (début XXe siècle).
- Essai sur les fables indiennes et leur introduction en Europe ; suivi du Roman des sept sages de Rome en prose etc., Paris, Techener, 1 vol. in-8°, 186 + XLV + 296 p, 1838.
- Essai historique sur les contes orientaux et sur les Mille et une nuits, extrait du Panthéon littéraire, Paris, Desrez, 1 vol. in-16°, 109 p, 1838[2].
- Les Mille et Une Nuits. Édition précédée d’un essai historique sur les contes orientaux et suivie d’un supplément, avec des notes destinées à expliquer ce qui a rapport aux mœurs, aux usages, et à éclaircir des points d’histoire, de géographie, etc… Paris, 1 vol. in-8°, n... p, 1838[3].
- Les Mille et Un Jours : suivis des contes turcs ; traduits et imités par Pétis de La Croix, des contes et fables indiennes de Bidpaï, du Gulistan ou le jardin des roses de Saadi, enfin d’un choix de contes indiens, persans et turcs, le tout également accompagné et suivi de notes explicatives : contes persans (Nouvelle édition accompagnée de notes et notices historiques) / traduits en français par Pétis de La Croix, suivis de plusieurs autres espèces de contes traduits des langues orientales, Paris, 1838[4].
- Amarakocha ou vocabulaire d’Amarasinha, publié en sanscrit, avec traduction française, notes, index, etc. Extrait du Ra-ma-yana. Précédé d’une notice biographique sur A.L.A. Loiseleur-Deslongchamps avec son portrait. Paris, Imprimerie Royale, 2 vol. in-8°, XII + 380 ; XIII + 360 p, 1839-45.
- idem, Paris, Delagrave, grand in-8°, 706 p, s.d. (dépôt légal 1879).
- Notices sur quelques manuscrits sanskrits en caractère bengali, Bibliothèque Nationale, Mss, Nouvelles acquisitions françaises 5441, feuillets 58 à 93, s.d.

## Sources
- « Auguste-Louis-Armand Loiseleur-Deslongchamps », dans Pierre Larousse, Grand dictionnaire universel du XIXe siècle, Paris, Administration du grand dictionnaire universel, 15 vol., 1863-1890 [détail des éditions]. Vol. X (1873)
- « Aug. Loiseleur-Deslongchamps », dans Marie-Nicolas Bouillet, Dictionnaire universel d'histoire et de géographie, Paris, 1869, p.1108.
- Philippe Loiseleur des Longchamps Deville : Portraits de famille, Paris, Les Presses Réunies, mars 1964.
- Antoine-Isaac Silvestre de Sacy, "Notice historique sur la vie et les ouvrages de M. de Chézy", Mémoires de l'Institut royal de France, Paris, Année 1839, tome 12, pp. 457, 465-466.
- Lewis Thorpe, Paulin Paris and the French sequels to the « Sept Sages de Rome », Scriptorium, Année 1948, tom2, n°1, pp. 63-64.
- "Élection et notice bibliographique de M. Salomon Munk, académicien ordinaire", Comptes-rendus des séances de l'Académie des Inscriptions et Belles-Lettres, Paris, année 1858, pp.392-393.